# Acianthera aveniformis
Acianthera aveniformis är en orkidéart som först beskrevs av Frederico Carlos Hoehne, och fick sitt nu gällande namn av C.N.Gonç. och Waechter. Acianthera aveniformis ingår i släktet Acianthera och familjen orkidéer. Inga underarter finns listade i Catalogue of Life.

## Bildgalleri

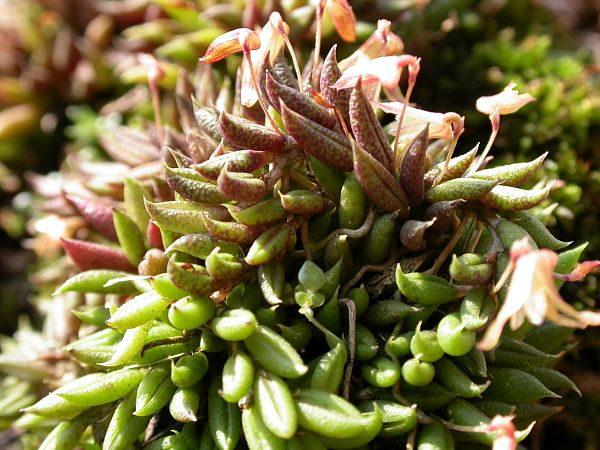
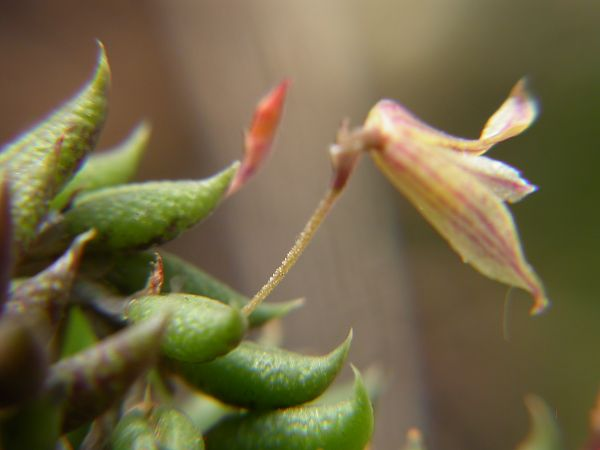
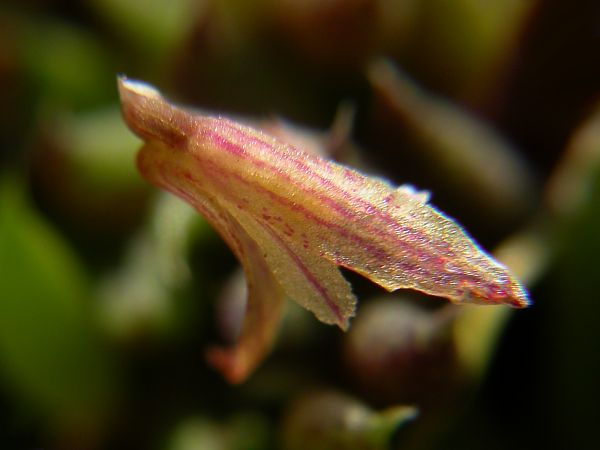
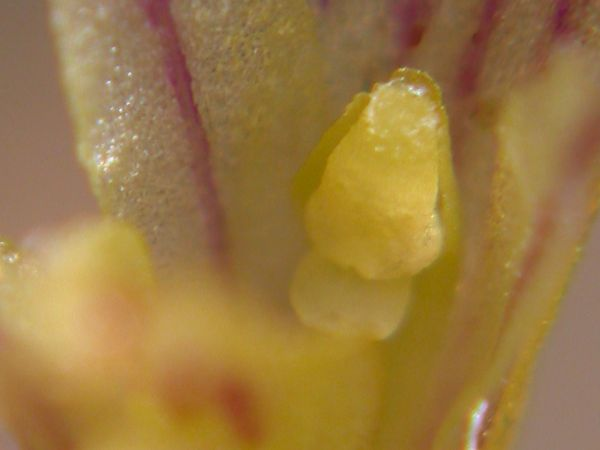
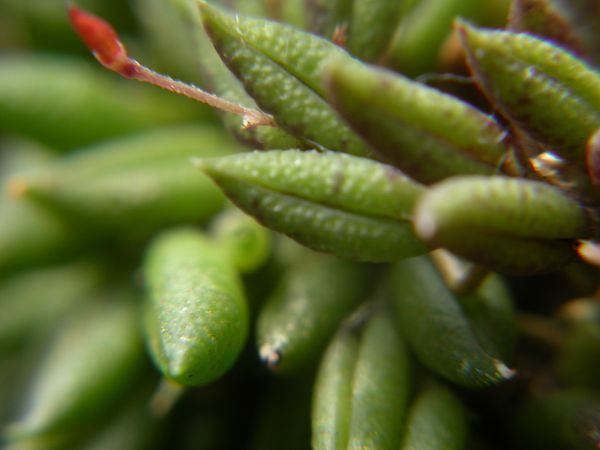
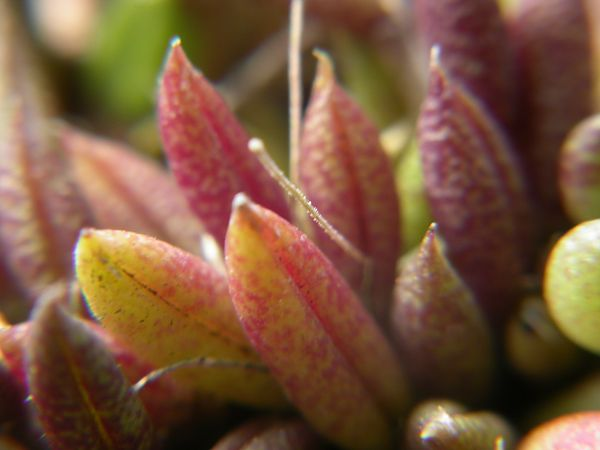